# Донакарни

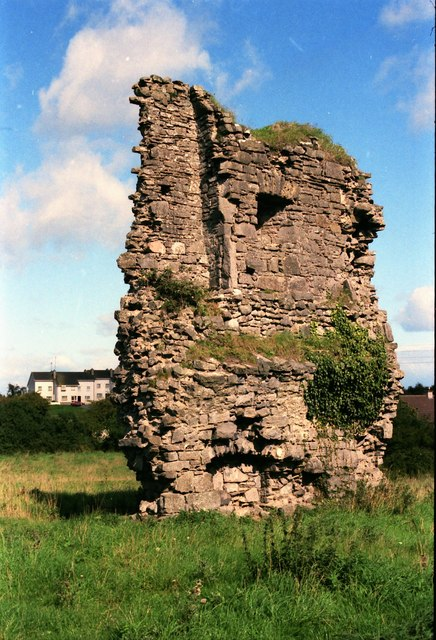
Замок Донакарни

Донакарни (англ. Donacarney; ирл. Domhnach Cairnigh Mór) — деревня в Ирландии, находится в графстве Мит (провинция Ленстер). Население 3000 человек. В деревне располагаются 1 церковь, 2 поместья, 2 школы и паб. Расстояние до Дублина  41,92 километров.